# Pequeño ángel
«Pequeño ángel» es una canción de rock compuesta por el músico argentino Luis Alberto Spinetta que integra el álbum doble La la la de 1986, realizado en conjunto con Fito Páez, 20º álbum en el que tiene participación decisiva Spinetta y tercero de la carrera de Páez. El álbum fue calificado por la revista Rolling Stone y la cadena MTV como #61 entre los cien mejores discos de la historia del rock nacional argentino.
El tema es interpretado por Spinetta (voz y guitarra eléctrica) y Fito Páez (teclados). Cómo músico invitado Carlos Franzetti realizó los arreglos de las cuerdas.

## Contexto
El álbum La la la fue el resultado de la colaboración musical de dos figuras máximas del rock nacional argentino, Luis Alberto Spinetta y Fito Páez. En el momento de la grabación Spinetta tenía 36 años y era una figura consagrada con diecinueve álbumes grabados, en tanto que Páez tenía 23 años y recién comenzaba a ser una estrella con dos álbumes grabados.
La colaboración de dos figuras máximas para sacar un álbum conjunto, como hicieron Spinetta y Páez en 1986, fue un hecho inusual en el rock nacional argentino. Argentina transitaba el tercer año de democracia luego de la caída de la última dictadura. En ese contexto democrático el rock nacional, que había aparecido en los años finales de la década de 1960, se estaba masificando y desarrollaba nuevas sonoridades, a la vez que ingresaba una nueva generación.
La asociación entre Spinetta y Páez canalizó precisamente ese encuentro entre la generación que fundó el rock nacional y la segunda generación marcada por la Guerra de Malvinas (1982) y la recuperación de la democracia (1983).

## El tema
El tema es el 15º track y quinto del Disco 2 (último del lado A) del álbum doble La la la. Se trata de una bella balada en la que el narrador le pide a un bebé "dame tu luz, pequeño ángel".

Dame tu luz,
pequeño ángel
que si te vas,
se va mi vida
antes que el sol,
cuelgue sus alas.
"Pequeño ángel" (fragmento)

Spinetta relacionó gran parte de su obra con los niños, como "Plegaria para un niño dormido", el álbum Los niños que escriben en el cielo, o la tapa de Madre en años luz. Para el álbum La la la compuso dos canciones sobre niños ("Un niño nace" y "Pequeño ángel") que a su vez fueron incluidas entre los diez temas que interpretó en el recital que dio en la Casa Rosada el 4 de mayo de 2005. Al cerrar el recital con "Pequeño ángel" Spinetta dijo:

Si le hacen un piquete a un bebé, ¿qué pasa? Se asusta. Este tema es para que no hagan piquetes delante de los bebés.
Luis Alberto Spinetta

Musicalmente se destacan las cuerdas arregladas por Carlos Franzetti, acompañadas con un efecto de xilofón. La idea de convocar a Franzetti para realizar varios arreglos de cuerdas en el álbum fue de Fito Páez, algo que Spinetta consideró como "una de las mejores ideas del disco". Franzetti, que estaba radicado Estados Unidos y en las décadas siguientes alcanzaría un gran éxito internacional, también hizo en La la la los arreglos de cuerdas en "Asilo en tu corazón", "Dejaste ver tu corazón" y "Parte del aire", además de componer el tema "Retrato de bambis". Spinetta volvería a convocar a Franzetti para su recital acústico para MTV Unplugged de 1997, lanzado como disco con el nombre de Estrelicia MTV Unplugged, donde arregló y dirigió “Laura va” y “Jazmín”. 
En el libro Martropía Spinetta contó sobre la preferencia que tenía por las cuerdas:

Hay momentos en que con una guitarra quisiera suplir una orquesta enorme y eso es imposible. Porque muchas de las cosas que adoro escuchar están basadas en un gran sonido... El sonido de las cuerdas graves es lo que más me gusta. Si tuviera que elegir entre la gama de todos los instrumentos, elegiría las sonoridades de violín, viola, cello y bajo juntos tocando en las tesituras graves de esos instrumentos. Me mata, me parece hermoso.
Luis Alberto Spinetta